# Meadow Walker
Meadow Rain Walker (* 4. listopadu 1998) je americká modelka a jediné dítě herce Paula Walkera.

## Raný život
Narodila se 4. listopadu 1998 jako jediné dítě herce Paula Walkera a Rebeccy Soteros. Vyrůstala na Havaji a ve 13 letech se přestěhovala za otcem do Kalifornie. Její otec zemřel v roce 2013, načež došlo k sporu o opatrovnictví. Uchovala si otcovu sbírku krystalů, včetně jednoho o velikosti notebooku.

## Modeling
V roce 2017 podepsala smlouvu s DNA Models. Spolupracovala se značkami Proenza Schouler a Givenchy, které měla na sobě na své svatbě. Zahajovala přehlídku prêt-à-porter značky Givenchy na podzim zimu 2021. Na přehlídkách značky Proenza Schouler pracovala po boku Elly Emhoff.

## Osobní život
V srpnu 2021 oznámila zasnoubení s hercem Louisem Thorntonem-Allanem. Vzali se v říjnu téhož roku v Dominikánské republice. Ačkoli svatba byla malá a soukromá, byla velmi medializovaná, včetně rozhovoru pro Vogue. Oddával ji kolega jejího otce z filmu Rychle a zběsile Vin Diesel, který je jejím kmotrem. Zúčastnila se také premiéry filmu Rychle a zběsile 9.
Zajímá se o jógu, akupunkturu a celostní medicínu. Pokračuje v otcově charitativní činnosti prostřednictvím ochranářské organizace The Paul Walker Foundation, kterou založila v roce 2015. Organizace nabízí granty studentům mořské biologie. Spolupracovala také se Somou Sarou, která vede hnutí Everyone's Invited.